# Kurt Suzuki
Kurt Kiyoshi Suzuki, né le 4 octobre 1983, de parents japonais naturalisés Américains, à Wailuku (Hawaii), est un receveur qui a joué dans la Ligue majeure de baseball de 2007 à 2022.

## Carrière
Après des études secondaires à la Baldwin High School de Wailuku (Hawaii), Kurt Suzuki suit des études supérieures à l'université d'État de Californie à Fullerton où il porte les couleurs des Titans de Cal State Fullerton de 2002 à 2004. Suzuki est déterminant lors de la belle saison 2004 des Titans qui s'achève en victoire en College World Series. 
Kurt Suzuki est repêché le 7 juin 2004 par les Athletics d'Oakland au deuxième tour de sélection. Il perçoit un bonus de 550 000 dollars à la signature de son premier contrat professionnel le 16 juillet 2004.
Après trois saisons en Ligues mineures, il fait ses débuts en Ligue majeure le 12 juin 2007. D'abord remplaçant du receveur titulaire Jason Kendall, Suzuki remplace Kendall après le transfert de ce dernier le 16 juillet. 
Suzuki frappe son premier grand chelem au plus haut niveau le 10 septembre 2007.
En juillet 2010, il accepte une prolongation de contrat de trois saisons et une année d'option avec les A's.
Le 3 août 2012, Suzuki est échangé aux Nationals de Washington contre le receveur des ligues mineures David Freitas.
Il est rapatrié par les Athletics le 23 août 2013 lorsque Oakland l'obtient des Nationals en retour de Dakota Bacus, un lanceur des ligues mineures. Il frappe 10 coups sûrs en 33 présences au bâton à ses 15 derniers matchs de saison régulière pour Oakland. Il complète 2013 avec 5 circuits, 32 points produits et une moyenne au bâton de ,232 en 94 matchs joués pour les Nationals et les Athletics.

### Twins du Minnesota
Le 23 décembre 2013, Suzuki rejoint les Twins du Minnesota pour une saison. Après 72 matchs joués en 2014, le vétéran Suzuki, habituellement réputé pour ses capacités défensives, affiche la meilleure moyenne au bâton (,306) parmi les receveurs de la Ligue américaine. Aux côtés de son coéquipier lanceur Glen Perkins, il représente l'équipe au match des étoiles 2014, disputé au Target Field, le domicile des Twins, le 15 juillet.

## Statistiques
| Saison | Équipe  | G   | AB   | R   | H   | 2B | 3B | HR | RBI | SB | BA    |
| ------ | ------- | --- | ---- | --- | --- | -- | -- | -- | --- | -- | ----- |
| 2007   | Oakland | 68  | 213  | 27  | 53  | 13 | 0  | 7  | 39  | 0  | 0,249 |
| 2008   | Oakland | 148 | 530  | 54  | 148 | 25 | 1  | 7  | 42  | 2  | 0,279 |
| 2009   | Oakland | 147 | 570  | 74  | 156 | 37 | 1  | 15 | 88  | 8  | 0,274 |
| 2010   | Oakland | 131 | 495  | 55  | 120 | 18 | 2  | 13 | 71  | 3  | 0,242 |
| Totaux | Totaux  | 494 | 1808 | 210 | 477 | 93 | 4  | 42 | 240 | 13 | 0,264 |

Note : G = Matches joués ; AB = Passages au bâton; R = Points ; H = Coups sûrs ; 2B = Doubles ; 3B = Triples ; 
HR = Coup de circuit ; RBI = Points produits ; SB = Buts volés ; BA = Moyenne au bâton.